# اردی‌اف/اکس‌ام‌ال
اردی‌اف/اکس‌ام‌ال (به انگلیسی: RDF/XML) نحوی‌است تعریف‌شده توسط کنسرسیوم وب جهان‌شمول برای بیان (خطی‌سازی) یک گراف اردی‌اف به‌عنوان یک سند اکس‌ام‌ال.